# Solignano
Solignano là một đô thị ở tỉnh Parma ở vùng Emilia-Romagna của Italia. Đô thị này tọa lạc cách khoảng 110 km về phía tây của Bologna và khoảng 35 km về phía tây nam của Parma. Đến thời điểm ngày 31 tháng 12 năm 2004, đô thị này có dân số 1.964 và diện tích là 73,6 km².
Đô thị Solignano bao gồm các frazioni (đơn vị trực thuộc, làng) Bottione, Filippi, Fosio, Gabelli, Marena, Masari, Masereto, Oriano, Prelerna, Rubbiano, and Spiaggio.
Solignano tiếp giáp các đô thị sau đây: Berceto, Fornovo di Taro, Terenzo, Valmozzola, Varano de' Melegari, Varsi.